# Ольгинское сельское поселение (Омская область)
Ольгинское се́льское поселе́ние — муниципальное образование в Полтавском районе Омской области Российской Федерации.
Административный центр — село Ольгино.

## История
Статус и границы сельского поселения установлены Законом Омской области от 30 июля 2004 года № 548-ОЗ «О границах и статусе муниципальных образований Омской области».

## Население
| 2010  | 2011  | 2012  | 2013  | 2014  | 2015  | 2016  |
| ----- | ----- | ----- | ----- | ----- | ----- | ----- |
| 2177  | ↘2169 | ↗2192 | ↘2183 | ↘2142 | ↘2133 | ↘2089 |
| 2017  | 2018  | 2019  | 2020  | 2021  | 2023  |       |
| ↘2048 | ↘2011 | ↘1967 | ↘1923 | ↘1817 | ↘1765 |       |

## Состав сельского поселения
| № | Населённый пункт | Тип населённого пункта       | Население |
| - | ---------------- | ---------------------------- | --------- |
| 1 | Андрюшевка       | деревня                      | ↘125      |
| 2 | Георгиевка       | село                         | ↘320      |
| 3 | Крым             | деревня                      | ↘199      |
| 4 | Никополь         | деревня                      | ↘190      |
| 5 | Ольгино          | село, административный центр | ↗1343     |